# All Apologies/Rape Me
All Apologies/Rape Me è un singolo del gruppo musicale statunitense dei Nirvana pubblicato nel 1994. Questo singolo è un doppio lato A contenente le tracce All Apologies e Rape Me ed è il secondo estratto dall'album In Utero.
L'unica istruzione che Kurt Cobain dette al direttore artistico Robert Fisher per la copertina fu che voleva "qualcosa con dei cavallucci marini". Come il suo predecessore Heart-Shaped Box questo singolo non venne messo in commercio negli Stati Uniti.

## Descrizione

### All Apologies

#### Storia
All Apologies venne composta nel 1990, ma i Nirvana la registrarono per la prima volta soltanto il 1º gennaio 1991, a Seattle, durante una sessione di registrazione con Craig Montgomery. In questa versione, molto più folk di quelle successive, Krist Novoselic accompagnava Cobain con la seconda chitarra invece che con il basso, suo solito strumento, e il suono della batteria di Dave Grohl era accentuato da quello di un tamburello.
I Nirvana registrarono il brano (intitolato allora provvisoriamente La La La) per In Utero, il loro terzo album, nel febbraio 1993 con Steve Albini a Cannon Falls. La registrazione comprendeva anche la violoncellista Kera Schaley, la quale era l'unica altra musicista a suonare nell'album oltre ai componenti del gruppo. Venne remixata da Scott Litt prima della pubblicazione di In Utero insieme ad Heart-Shaped Box e poi a Pennyroyal Tea, con Cobain che affermava che la parte vocale e il basso nella registrazione di Albini suonavano "sdolcinati". Novoselic considerava invece All Apologies e Heart-Shaped Box come "passaggi" al suono più abrasivo del resto dell'album.
Cobain dedicò la canzone a sua moglie Courtney Love e alla loro figlia Frances Bean. Infatti disse a Michael Azerrad che il testo non aveva nulla a che fare con la famiglia, mentre la melodia (che riassunse con gli aggettivi "pacifica, felice e confortante") era destinata a loro.

#### Accoglienza e giudizi
Everett True di Melody Maker fece diventare All Apologies/Rape Me il "singolo della settimana" per la rivista e definì All Apologies una canzone bella e sofferente, la migliore che avesse ascoltato quell'anno. Il brano ebbe inoltre due nomination ai Grammy Award del 1995 come miglior performance rock di un duo o un gruppo (battuto però da Crazy degli Aerosmith) e miglior canzone rock (battuto da Streets of Philadelphia di Bruce Springsteen), venne incluso nel 2004 nella Lista dei 500 migliori brani musicali secondo Rolling Stone al 455º posto e la rivista Blender lo inserì alla 99ª posizione della sua classifica "Le 500 migliori canzoni da quando siete nati".

#### Altre versioni
La versione Unplugged, che comprende Lori Goldston al violoncello, appare in MTV Unplugged in New York, l'album del gruppo pubblicato nel 1994; questa versione venne successivamente inclusa nell'album "best of" Nirvana. Una versione acustica compare nel box set del 2004 With the Lights Out e anche nella raccolta pubblicata l'anno seguente, Sliver - The Best of the Box. Un'altra versione dal vivo è presente in Live at Reading, album dal vivo dei Nirvana del 2009.

#### Cover
La canzone negli anni è stata reinterpretata dai seguenti artisti: Sinéad O'Connor, Herbie Hancock, i Breaking Benjamin in versione acustica, i D.O.A. nell'album tributo Smells Like Bleach: A Punk Tribute to Nirvana, i Placebo, i Finch, gli Aston Villa, Kathryn Williams e i Dc Talk. Nella versione di questi ultimi la frase "Everyone is gay" (tutti sono gay) è sostituita da "Jesus is the way" (Gesù è la via).

### Rape Me

#### Storia
Rape Me fu composta da Cobain con una chitarra acustica a Oakwood nel 1991, periodo in cui si stava iniziando a mixare l'album Nevermind, e pare che sia stata il frutto della mescolanza di accordi di Smells Like Teen Spirit e Polly. Nell'ottobre 1992 ne venne registrato un primo demo con il produttore Jack Endino a Seattle ma fu soltanto durante le sessioni di registrazioni di In Utero del 1993 che fu registrata la versione definitiva; infatti il 15 febbraio il gruppo registrò la musica e il giorno seguente Cobain completò con la parte cantata di questa e di tutte le altre canzoni dell'album durante una sessione di registrazione lunga 6 ore.

#### Accoglienza e controversie

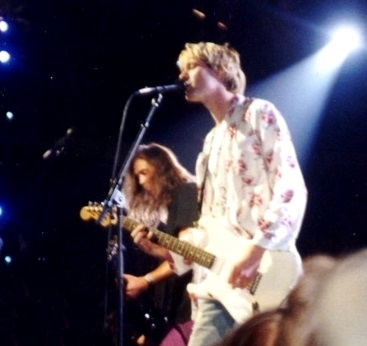
I Nirvana agli MTV Video Music Awards del 1992

Il brano venne eseguito per la prima volta dal vivo nel 1991, malgrado Cobain non avesse ancora scritto il testo della parte del bridge.
Agli MTV Video Music Awards del 9 settembre 1992 il gruppo aveva intenzione di eseguire Rape Me. All'inizio MTV aveva detto loro che sarebbe andata bene qualunque canzone avessero suonato, ma poi insistette affinché suonassero al suo posto Smells Like Teen Spirit. Alcune ore prima che lo show cominciasse i Nirvana si rifiutarono di esibirsi; tuttavia, preoccupati dal fatto che facendo così la rete avrebbe probabilmente boicottato altri artisti legati alla loro etichetta discografica, decisero di suonare Lithium. Una volta sul palco Cobain iniziò a suonare e cantare Rape Me; in preda al panico MTV stava per interrompere il programma e lanciare la pubblicità quando il gruppo proseguì suonando Lithium. Cobain disse che aveva fatto ciò "solo per dare [ad MTV] un piccolo sobbalzo al cuore".
Distributori come Walmart e Kmart sostituirono sul retro della copertina di In Utero il titolo del brano con Waif Me ritenendo il vero titolo troppo controverso. Inoltre MTV affermò che non avrebbe trasmesso un eventuale videoclip di Rape Me e così il gruppo per protesta decise che non avrebbe realizzato un video neanche per All Apologies, la quale era una hit di maggior successo.

#### Significato
Il brano tratta dello stupro, tema già affrontato con Polly, ma dal punto di vista opposto: chi parla in Polly è lo stupratore mentre in Rape Me a parlare è chi subisce la violenza. Cobain concepì questa come una canzone a favore della vita e contraria allo stupro; infatti raccontò alla rivista Spin che era come se colei che subiva la violenza dicesse allo stupratore: "Violentami, va' avanti, violentami, picchiami. Non mi ucciderai mai. Sopravviverò e sarò io a violentare te uno di questi giorni, e tu nemmeno lo saprai".
Il biografo dei Nirvana, Michael Azerrad, afferma che sembra trattare del disgusto di Cobain verso i media e i loro servizi sulla sua vita privata. Malgrado Cobain avesse detto che venne scritta molto tempo prima dei suoi problemi con la droga, egli ritiene che la canzone possa essere vista sotto questa luce.

#### Musica
Cobain, sia nella versione studio di In Utero che in quasi tutte le esibizioni live, suona questo brano con la chitarra accordata "Half Step Down" (tranne in Live at the Paramount del 1991) ovvero mezzo tono sotto; nella versione da studio si è sempre pensato che Kurt abbia suonato la sua Fender Jaguar o la Univox HI-Flier associate al Fender Twin Reverb come amplificatore, ma recentemente il produttore musicale Aaron Rush ha dimostrato che Kurt per ottenere quel suono "clean" ha utilizzato una rarissima Veleno guitar in alluminio appartenente a Steve Albini.

#### Altre versioni
Una versione dal vivo del brano, registrata al Saturday Night Live il 25 settembre 1993, compare nella compilation Saturday Night Live: The Musical Performances, Volume 2 e nel DVD Saturday Night Live: 25 Years of Music, Volume 4.
Del demo con Jack Endino vennero registrate due versioni: la prima strumentale e la seconda con Cobain come voce principale e Dave Grohl come seconda voce; durante la realizzazione di questa versione Cobain reggeva in grembo sua figlia Frances Bean che allora aveva pochi mesi e, ascoltando attentamente, nel demo è possibile sentire quest'ultima piangere. La versione con Frances Bean, insieme a un home demo acustico dello stesso brano, è stata successivamente inserita prima in With the Lights Out e poi in Sliver - The Best of the Box.

#### Video musicale
Nei Diari si trovano delle annotazioni anche per il video di Rape me e tra esse, la seguente è la più dettagliata:
(Kurt Cobain, da “Diari")

## Moist Vagina

### Storia
Il lato B del singolo è costituito dal brano Moist Vagina (in italiano Vagina umida). Pare che il titolo completo inizialmente dovesse essere Moist Vagina, and Then She Blew Him Like He's Never Been Blown, Brains Stuck All Over the Wall, che tradotto sarebbe pressappoco "vagina umida, e poi lei glielo succhiò come mai gliel'avevano succhiato, il cervello si attaccò tutto alla parete". La canzone non venne mai eseguita dal vivo e nel Regno Unito venne distribuita con il titolo MV.

### Altre versioni
Esiste un'altra versione del brano lunga soltanto 1:56 contenuta nel box set With the Lights Out.

### Cover
Nel 1996 venne suonata dai Sonic Youth che la inserirono in seguito come lato B nel loro singolo del 1998 Sunday.

## Tracce
Testi e musiche di Kurt Cobain.
1. All Apologies – 3:50
2. Rape Me – 2:49
3. Moist Vagina – 3:34

## Classifiche
| Classifica (1993/94)          | Posizione massima |
| ----------------------------- | ----------------- |
| Australia                     | 58                |
| Belgio (Fiandre)              | 43                |
| Canada                        | 41                |
| Francia                       | 20                |
| Irlanda                       | 20                |
| Nuova Zelanda                 | 32                |
| Regno Unito                   | 32                |
| Stati Uniti (alternative)     | 1                 |
| Stati Uniti (mainstream rock) | 4                 |
| Stati Uniti (radio)           | 45                |